# Edward Oliver Essig
Pour les articles homonymes, voir Essig.
Edward Oliver Essig est un entomologiste américain, né le 29 septembre 1884 à Arcadia, Indiana et mort le 23 novembre 1964 à Lafayette (Californie).

## Biographie
Spécialiste des hémiptères, Essig est professeur à l’université de Californie. Il est l’auteur, notamment, de Injurious and Beneficial Insects of California (1913), Insects of Western North America (1926), A History of Entomology (1931), College Entomology (1942) et de plusieurs centaines de publications sur les hémiptères. Un musée d’entomologie, l’Essig Museum of Entomology, lui a été dédié à l'université de Berkeley.
Passionné par l’horticulture, il est l’auteur d’A check-list of Fuchsias et est membre de l’American Fuchsia Society (1936).

## Source
- Traduction de l'article de langue anglaise de Wikipédia (version du 5 janvier 2008).

## Note
1. ↑  http://essig.berkeley.edu/ (consultation du 22 juillet 2012).